# Bătălia de la Sibiu
Bătălia de la Sibiu a fost purtată între armatele Regatului Ungariei și Imperiului Otoman în perioada 18-25 martie 1442, în zona cuprinsă între Sântimbru și Sibiu. Ea a făcut parte din războaiele otomano-maghiare, iar cele două forțe militare au fost comandate de Ioan de Hunedoara și Mezid, beiul Vidinului. Bătălia s-a terminat cu victoria armatelor creștine, aceasta fiind a treia victorie a armatelor conduse de Ioan de Hunedoara asupra otomanilor după cele obținute la Semendria în 1437 și în zona dintre Semendria și Belgrad în 1441.

## Desfășurarea bătăliei
La 3 zile după înfrângerea de la Sântimbru, Ioan de Hunedoara pornește cu armatele sale care au fost adunate din toate colțurile Transilvaniei pentru a-i alunga pe turci. 10.000 de soldați la comanda lui Ioan de Hunedoara, Antonius Trautenberger și Simion Kamonoyai pornesc către Sibiu pentru a-i înfrunta pe turci. Pentru ca Ioan de Hunedoara să nu fie recunoscut, s-a îmbrăcat în hainele lui Simion, iar Simion s-a îmbrăcat cu armura lui Ioan de Hunedoara, care avea pe ea culorile voievodatului. Simion, împreună cu 5.000 de cavaleri curajoși, au pornit către armata otomană pe care au făcut-o să se regrupeze. Otomanii au depus eforturi foarte mari pentru a-l ucide pe Simion, crezând că este Ioan, lăsând flancurile descoperite. Sunt atacați de Ioan de Hunedoara și, cu ajutorul soldaților din Sibiu, care lansează o ploaie de săgeți și ghiulele, sunt nimiciți, pe langă oaste, Mezid și fiul său. Trupele care au scăpat au fost zdrobite de domnul muntean.